# Juin 1956

## Évènements
- 3 juin (Formule 1) : Grand Prix automobile de Belgique.

- 9 juin (Argentine) : échec d'un  soulèvement insurrectionnel dirigé par le général Juan José Valle avec pour objectif de rétablir le gouvernement légal de Juan Perón. Les militaires créent une commission pour la défense de la démocratie, chargée d’épurer le paysage partisan de ses scories péronistes.

- 13 juin (Chine) : début de la campagne des Cent Fleurs. Dans l’esprit de la destalinisation soviétique, le gouvernement chinois demande aux intellectuels de critiquer les dirigeants du parti et de l’État, la devise étant : « Que fleurissent harmonieusement cent fleurs et rivalisent bruyamment cent écoles ».

- 14 juin : gouvernement Asali en Syrie (fin en 1958).

- 15 juin (Algérie) : fondation du journal El Moudjahid (organe officiel de communication du Front de libération nationale).

- 17 juin : loi sur le droit des veuves en matière d’héritage en Inde (Hindu Succession Act[1]).

- 19 juin : exécution à Alger des premiers membres du FLN condamnés à mort.

- 20 juin : 
  - Élection générale québécoise. Élection générale saskatchewanaise.
  - France : emprunt national.
  - Visite de  Tito à Moscou. Un communiqué célèbre l’amitié soviéto-yougoslave et affirme l’existence de voies diverses vers le socialisme. C’est la fin de la crise officielle entre les deux pays.

- 23 juin : 
  - Vote de la Loi-cadre Defferre par le Parlement français sur l'autonomie en Afrique noire française (ANF). Elle dote les colonies de l’AOF et de l’AEF d’une large autonomie, avec une assemblée élue au suffrage universel, présidée par le gouverneur, mais dont le vice-président pourra être un autochtone.
  - Nasser devient président de la république d'Égypte.

- 28 - 30 juin : émeutes sanglantes à Poznań où les ouvriers manifestent pour réclamer de meilleurs salaires, des élections libres et le départ des troupes soviétiques. En moyenne, un ouvrier gagne 1 000 zlotys par mois alors qu'une paire de chaussures coûte 700 zlotys. Dénonçant une « provocation impérialiste », les autorités répriment durement les émeutes (50 000 manifestants, 53 morts et plusieurs centaines de blessés).

- 29 juin, États-Unis : signature de la loi permettant le développement des Interstate highway.

- 30 juin : 
  - des intellectuels congolais publient le « Manifeste de conscience africaine ». Ils exigent l'émancipation totale des Noirs. Une véritable bombe politique. Parution en réaction du Manifeste de l’ABAKO, qui affirme son opposition à la colonisation et sa volonté de préserver l’autonomie des Kongo comme des différents groupes ethniques.
  - Collision aérienne entre un Lockheed Constellation de la TWA et un Douglas DC-7 de United Airlines, 128 morts.

## Naissances
- 2 juin : Mark Polansky : astronaute américain.
- 3 juin : Alice Ronfard : metteure en scène et dramaturge du  Canada, née en  Algérie.
- 5 juin : 
  - Richard A. Searfoss, astronaute américain.
  - Roger Michell, régisseur de théâtre, télévision et cinéma sud-africain († 22 septembre 2021).
- 6 juin :
  - Jay C. Buckley, astronaute américain.
  - Björn Borg, joueur de tennis suédois.
- 7 juin : Carles Gabarró, peintre espagnol.
- 11 juin : Simon Plouffe, mathématicien québécois.
- 18 juin : Jan Falandys, lutteur polonais.
- 23 juin : Markus Fuchs, cavalier suisse, champion du monde.
- 26 juin :
  - Bernard A. Harris Jr., astronaute américain.
  - Véronique Genest, comédienne française.
- 27 juin : 
  - Sultan Salman Al-Saud, spationaute saoudien.
  - Philippe Adamov, dessinateur français de bande dessinée (5 février 2020).

## Décès
- 7 juin : Julien Benda, écrivain et philosophe français.
- 8 juin : Marie Laurencin, peintre français.
- 15 juin : Ernst Leitz, homme d'affaires allemand, fondateur de Leica (° 1er mars 1871).